# Поток
Поток је краћи водоток, чије корито током године обилује мањом или већом количином воде, у зависности од падавина. За разлику од речице и реке, поток нема извор. Вода се сакупља са оближњих брда и слива у зараван, где се налази поток, са јасно израженим коритом.
За прелазак запреге преко потока користе се мали дрвени мостови, познати у као дрвене ћуприје. Обично је ширина ћуприје таква да се не могу мимоићи две сточне запреге.
У селима се за пешачки прелаз преко потока или речице најчешће користи брвно.